# 吉川橋

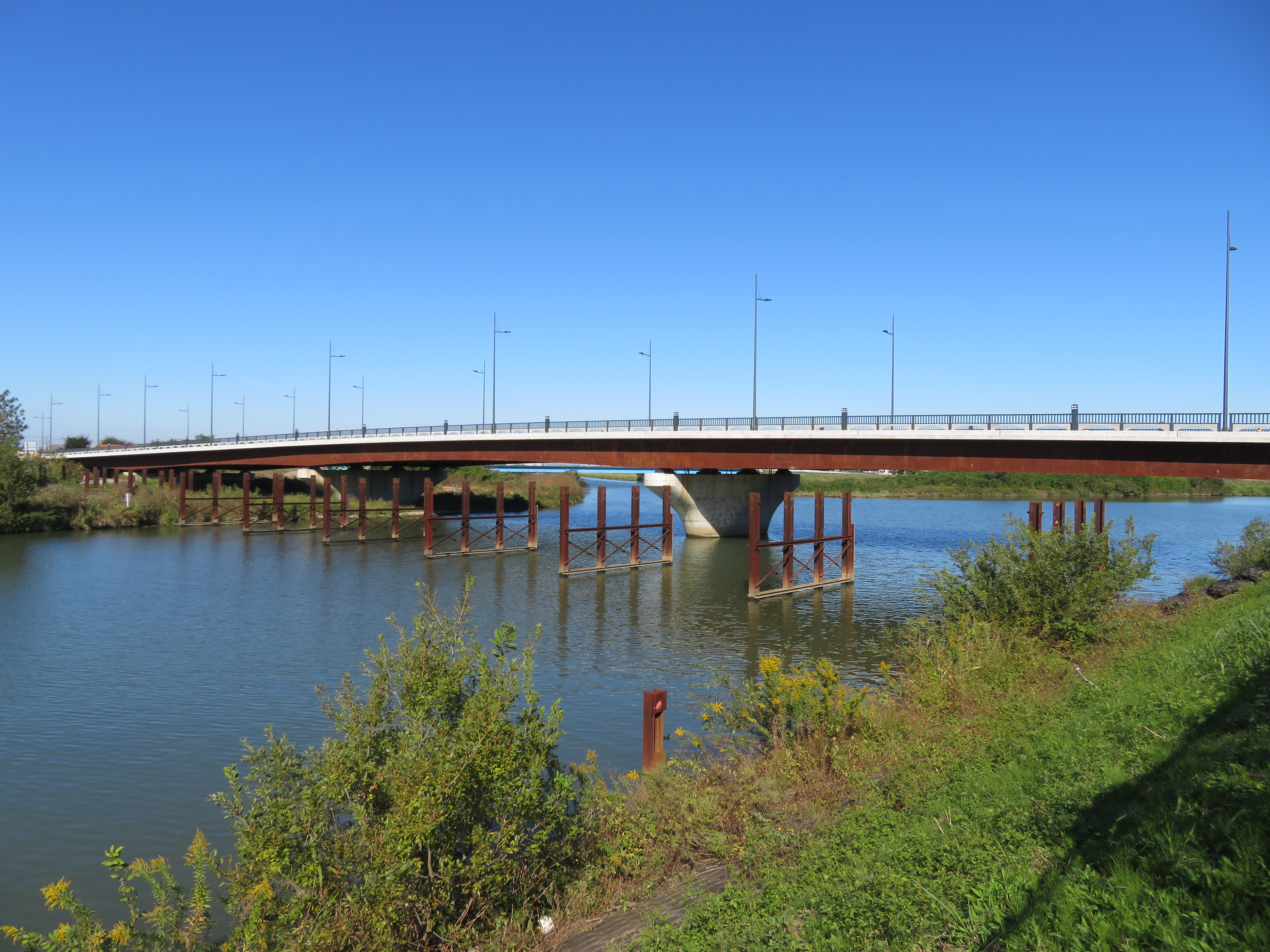
吉川橋（2021年10月）

吉川橋（よしかわばし）は、埼玉県吉川市大字平沼と越谷市東町の間を流れる中川に架かる埼玉県道52号越谷流山線の道路橋である。本項では吉川橋の前身である徳江橋（とくえばし）についても扱う。

## 概要
中川の河口からおよそ30.5 kmの地点に、1933年（昭和8年）3月竣工の橋梁が架けられていた。また、埼玉県の第二次緊急輸送道路に指定されている。築造から90年経ち著しく老朽化していたことから廃止撤去され、2014年頃から同じ場所に新橋の架け替え工事が実施されている（後述）。なお、中川は昭和20年頃までは垳以南の呼称であり、それより以北を古利根川と称していた。

## 架け替え
都市計画道路越谷吉川線として拡幅が計画されており2車線から4車線になる予定。新橋も都市計画道道路の規格に合わせ橋長202メートル、幅員25メートル（車道16メートル）の鋼4径間連続非合成箱桁橋となる予定である。また、橋周辺の河川改修も合わせて行なわれ、地域の分断を避けるため、橋の両詰には道路をアンダークロスするボックスカルバートも合わせて設置される。2013年（平成25年）11月より今までの橋の30メートル下流側に長さ159メートル、幅員9メートル（車道7メートル、歩道2メートル）、重量制限13トンの片側1車線で下流側に歩道が設置された仮設の橋（吉川橋仮橋）の架橋に着手し、2014年（平成26年）3月頃の架設完了後、同年11月7日より橋の供用を開始し交通を迂回させている。この仮設の橋は、当初事業費が膨らむことが懸念されたため設置しない予定であったが、周辺橋梁への交通量が増大する影響が考慮されたほか、両岸住民の要望を受けたことにより設置されたものである。旧橋の撤去は2014年（平成26年）11月頃より実施、また、並行して同年度より新橋（本体工）の施工に着手している。新橋の取付道路工事は2015年（平成27年）度より着手している。工事の進捗に伴い2019年（令和元年）11月18日から12月1日にかけて通行止めが行なわれ、右岸側の仮橋道路の付け替えが行なわれている。通行止めの間は下流の吉越橋への迂回措置が行なわれた。新橋は2021年（令和3年）3月26日に暫定完成（2車線）した。2022年（令和4年）8月6日には上下線の橋が分離され、西行きが2車線で供用開始された。全線4車線化供用は2023年（令和5年）度 - 2024年（令和6年）度を予定している。

## 歴史

### 1878年の橋
古利根川（中川）の渡河は従来渡船に依存していたが、交通量が増加したため1878年（明治8年）3月10日、葛飾郡平沼村の農民である徳江忠次郎により、越ヶ谷吉川道の里道の渡河地点に木造橋の架橋の許可を県に出願、同年5月14日に内務卿より架橋の許可が下り、私費を投じて同年5月28日に着工し、同年8月6日竣工。架設者の姓である「徳江」に因んで徳江橋と名付けられた。架橋に要した費用は4089円7銭6厘であった。橋の長さは85間（約153メートル）、幅員は2間2尺（約4.3メートル）の木橋であった。この橋は架橋に掛かった費用を11ヵ年かけて償却することが許可されたため、通行料を徴収する賃銭橋として運用された。通行料は徒歩は1人3厘、馬は1疋7厘5毛、人力車は1輌9厘、荷車は1輌6厘であった。その後は物価の高騰等により1882年（明治15年）通行料が改定され、1人6厘（ただし5歳から11歳までの子供は半額）、牛馬1疋、人力車1輌、長持1掉、諸荷物1駄は各6厘、牛馬車1輌1銭8厘などと規定された。しかし度々発生する水害等により計画通りに償却できなかったようで1887年（明治20年）4月に橋の修築や、1896年（明治29年）5月に架設資金未償却の理由により徴収期間延長の出願を二回行ない、1905年（明治38年）7月まで通行料の徴収が許可された。橋の修築は1887年（明治20年）6月26日に着手され、同年10月13日に完了した。徴収期間満了後は地方税から支弁されるようになり、無料化された。この橋は1917年（大正6年）に県に移管され、古利根橋と名を改めている。1918年（大正7年）には木橋から土橋に改築されている。古利根橋は1921年（大正10年）の時点では越ヶ谷吉川線に属する橋長87間（約156.6メートル）、幅員2間（約3.6メートル）の橋であった。

### 1933年の橋

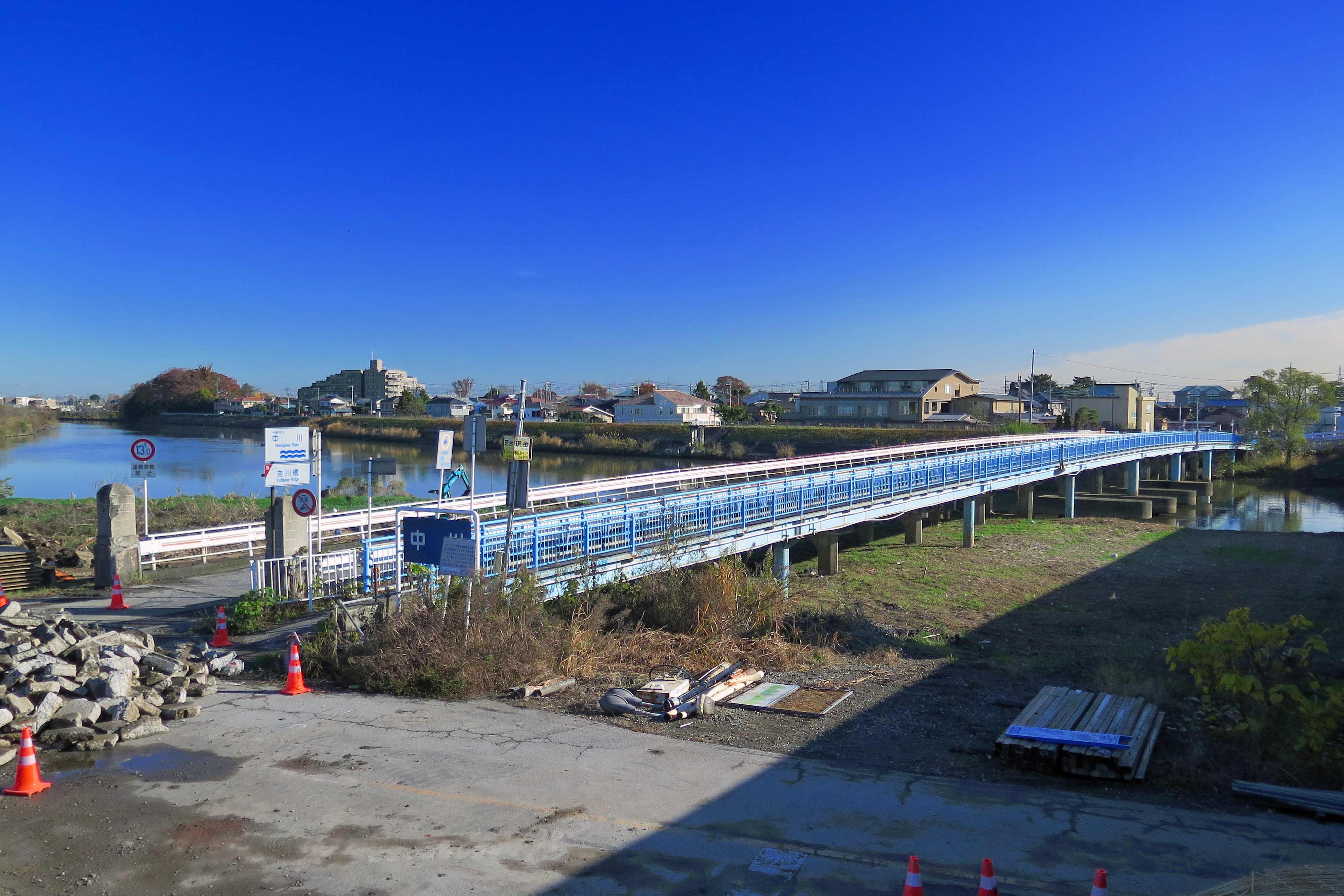
旧吉川橋

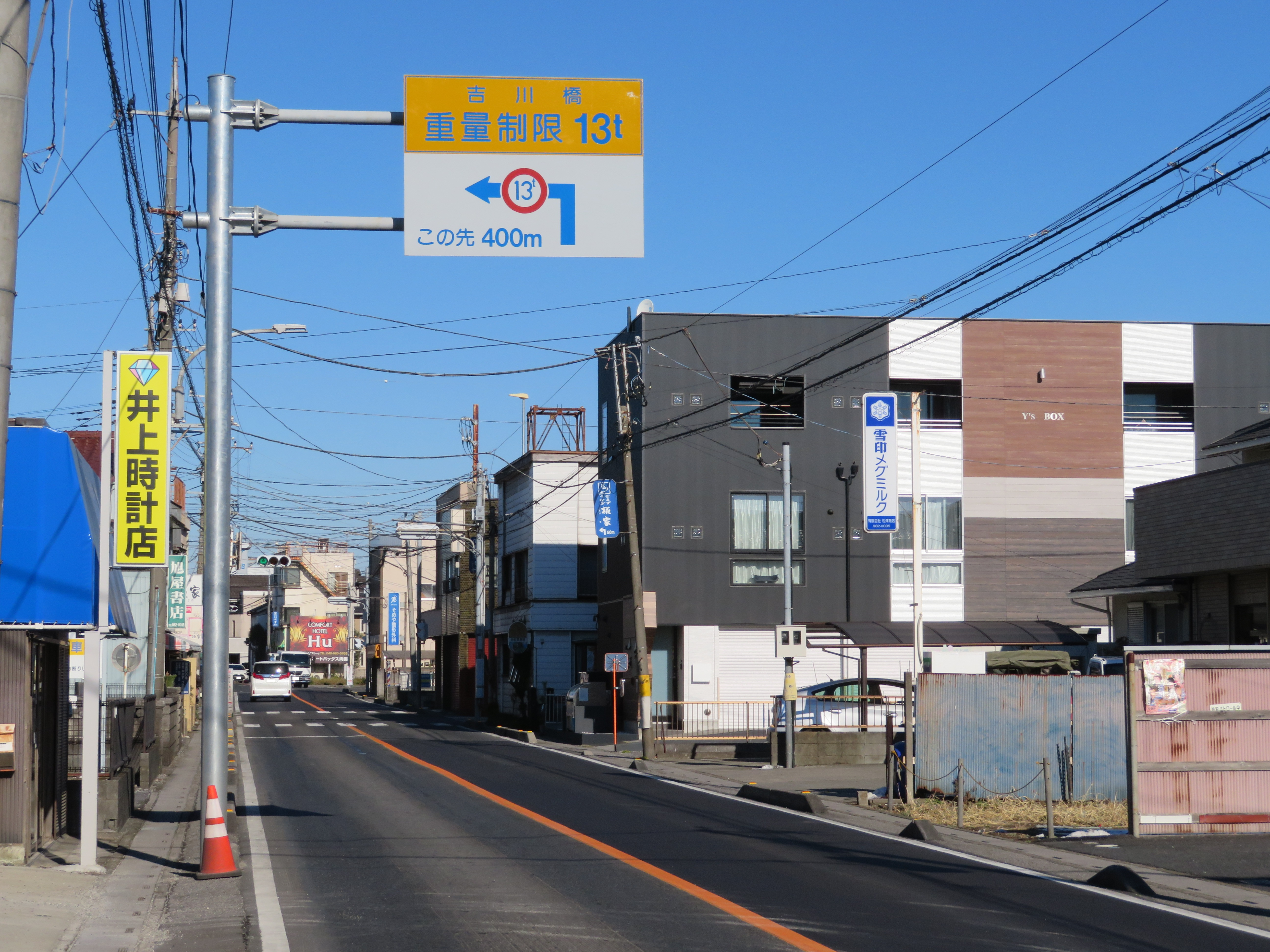
旧吉川橋の車両重量制限規制を行っていることを予告する案内板（吉川市内）

1933年（昭和8年）3月新たに永久橋の吉川橋が竣工された。それまで使われていた古利根橋が廃止され、同年3月14日に吉川橋の開通式が挙行された。工費は40400円であった。橋長156メートル、幅員6.1メートルの15径間RC桁橋である。竣工当時の橋の高欄は、廃止直前の物とは意匠が異なる。橋の完成当初は歩道がなかったが、その後の交通量の急増に伴い歩行者や自転車が危険に晒されるようになったため、後付けで人・自転車道橋が下流側に架橋された。標識で13トンの重量制限を課していた。2014年時点の一日の交通量は15,000台前後である。なお、左岸側橋詰に古利根橋と刻まれた親柱が1基保存設置されていた。吉川橋は大型車の通行が制限されており、その通行に供するほか橋周辺の渋滞緩和のため、約500メートル下流側に当橋のバイパス的役割も果たす吉越橋が1990年（平成2年）に架設された。

## 周辺

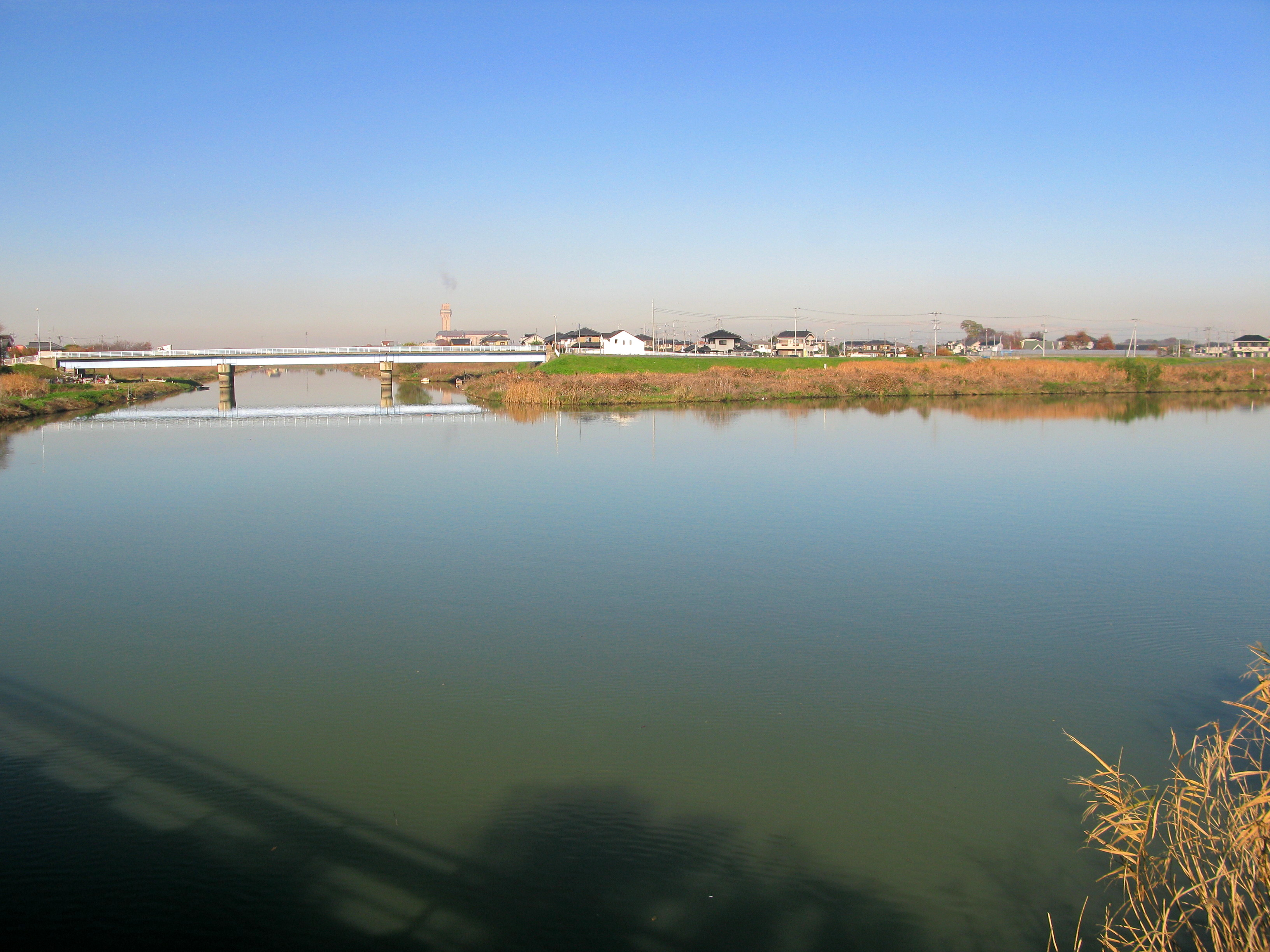
中川と元荒川の合流点

橋のすぐ上流側で中川と元荒川の合流点がある。左岸側は古くからの住宅地で、右岸側は近年まで農地も目立ったが、近傍にイオンレイクタウンの進出と共に宅地化が進行しつつある。
- 中川通
- 吉川警察署 吉川交番
- 吉川市立吉川小学校
- 中川河川緑地
- 東漸院
- 延命寺
- 智勝院
- 稲荷神社

## 風景

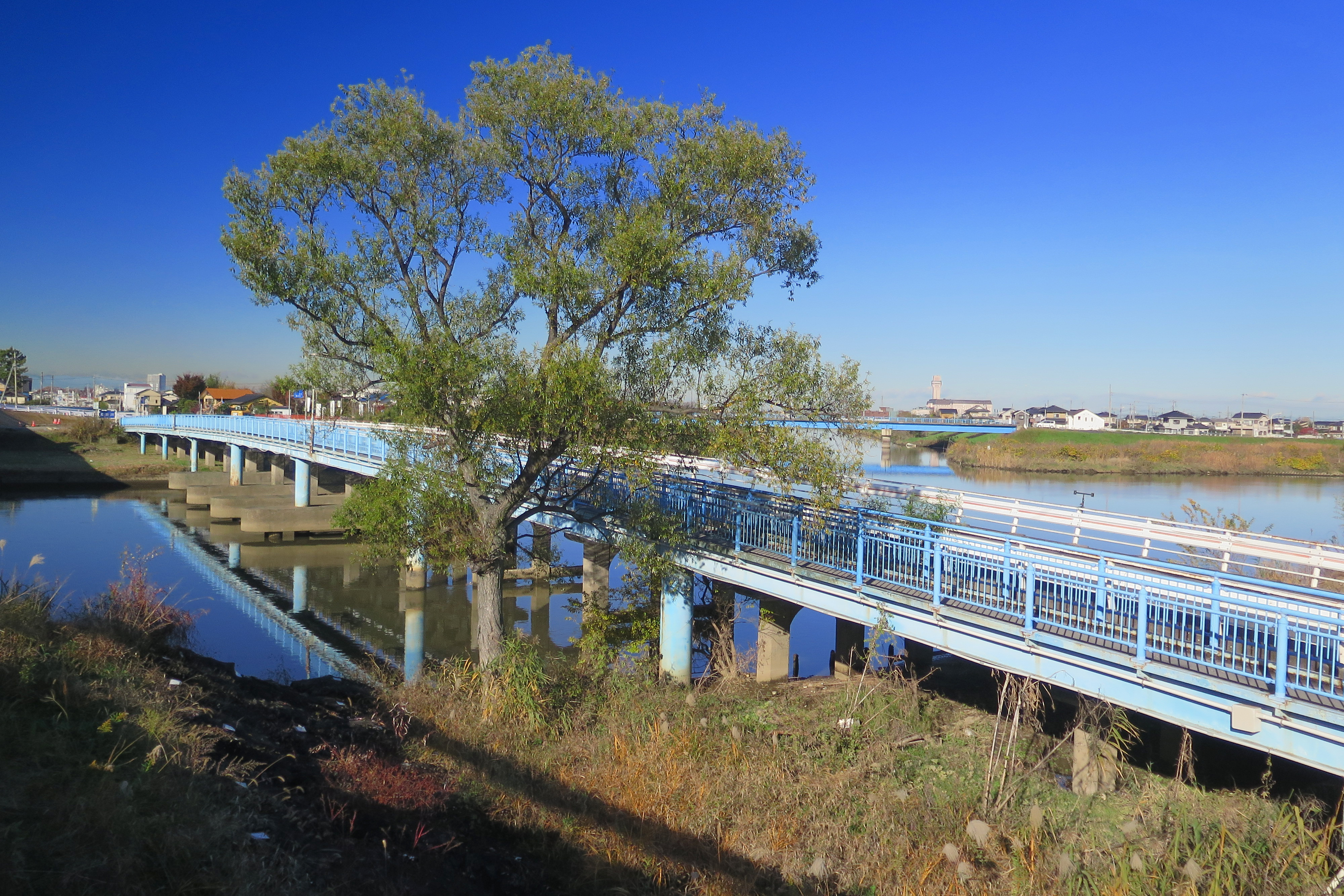
左岸下流側より望む旧吉川橋（2014年12月）
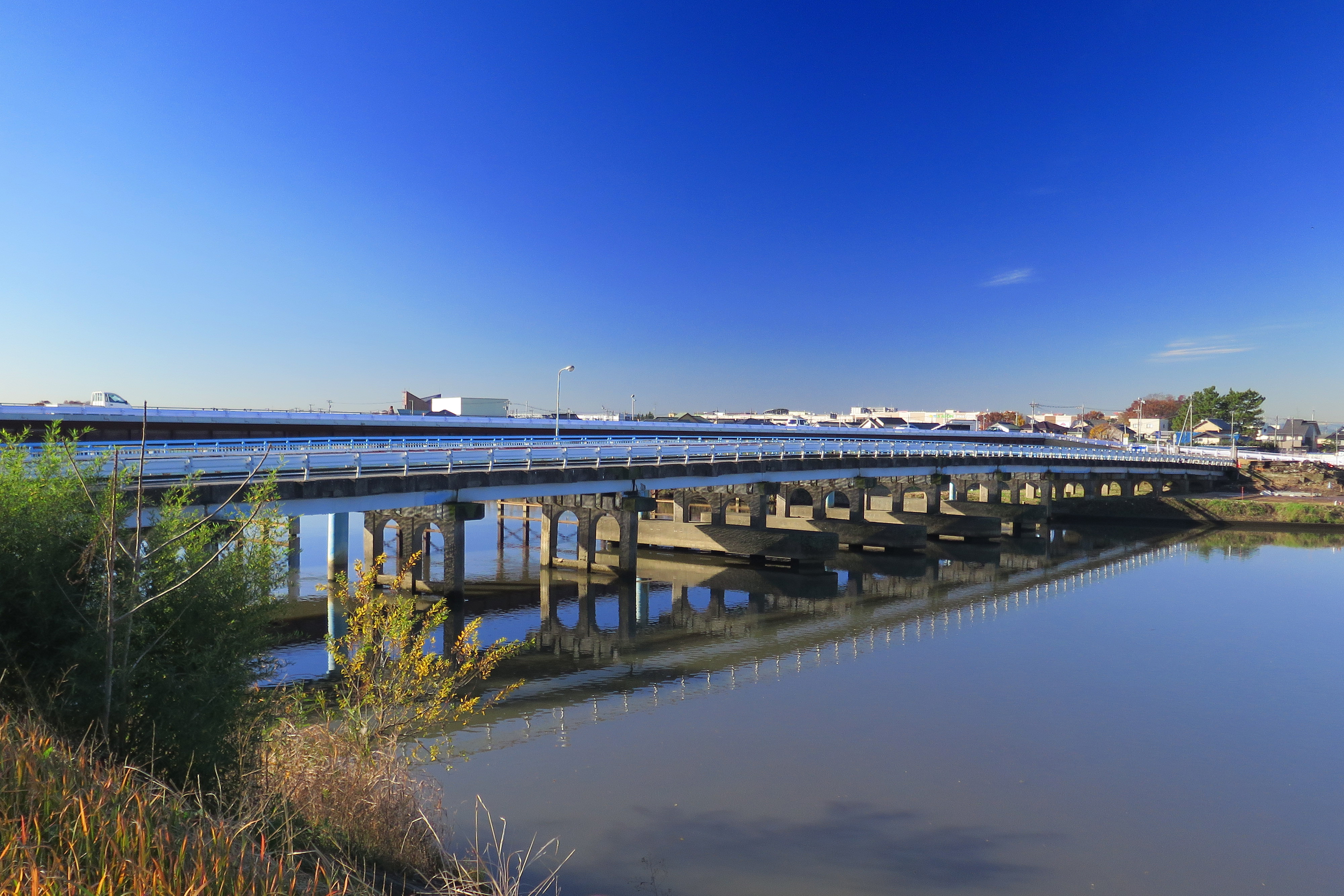
左岸上流側より望む旧吉川橋

## 隣の橋
- 中川

（上流） - 庄内古川・古利根川合流点 - 新川橋 - 吉川橋 - 吉越橋 - 武蔵野線中川橋梁 - （下流）